# Museumita
La museumita és un mineral de la classe dels sulfurs. Rep el seu nom pel fet que va ser trobada en una mostra antiga d'un museu, donant així el crèdit adequat a tots els museus del món preservant les seves velles mostres amb cura.

## Característiques
La museumita és una sulfosal de fórmula química [Pb₂(Pb,Sb)₂S₈][(Te,Au)₂]. Va ser aprovada com a espècie vàlida per l'Associació Mineralògica Internacional l'any 2003. Cristal·litza en el sistema monoclínic. La seva duresa a l'escala de Mohs oscil·la entre 1 i 1,5.
Segons la classificació de Nickel-Strunz, la museumita pertany a «02.H - Sulfosals de l'arquetip SnS, amb Cu, Ag, Fe, Sn i Pb» juntament amb els següents minerals: aikinita, friedrichita, gladita, hammarita, jaskolskiïta, krupkaïta, lindströmita, meneghinita, pekoïta, emilita, salzburgita, paarita, eclarita, giessenita, izoklakeïta, kobellita, tintinaïta, benavidesita, jamesonita, berryita, buckhornita, nagyagita, watkinsonita i litochlebita.

## Formació i jaciments
Es troba en forma de grans anèdrics a subèdrics de fins a 300 μm de grandària en cavitats dels cristalls de nagyagita. Va ser descoberta en unes mostres de Sacarîmb, a la localitat de Deva, al comtat d'Hunedoara, a Romania. Es tracta de l'únic indret on ha estat trobada aquesta espècie mineral.